# Абдулкадир Мумин
Абдул аль-Кадир Мумин (род. в 1950-х годах, Кандала) — сомалийский исламист и лидер «Исламского государства» в Сомали. Ранее он был высшим религиозным авторитетом в «Аш-Шабаб».

## Биография
Мумин родился в Кандале, Пунтленд, Сомали, в семье салебанов Маджертин Али, Мумин прибыл в Соединённое Королевство в 2005—2006 годах, прожив 1990—2003 годы в северо-восточном районе Ангеред в Гётеборге, Швеция. Находясь в Великобритании, он проповедовал в мечети Масджид Куба в Лестере и в Гринвичском исламском центре в Лондоне. В 2010 году он принял участие в пресс-конференции вместе с бывшим узником Гуантанамо Моаззамом Беггом для благотворительной организации CAGE., которая выпускала отчёт, критикующий западную тактику борьбы с терроризмом в Восточной Африке.
Несколько месяцев спустя он бежал в Сомали после того, как попал под расследование MI5 по обвинению в радикализации молодых людей. Мумин читал проповеди в мечети, на которой присутствовал Майкл Адеболахо, один из исламских террористов, ответственных за убийство британского солдата Ли Ригби. Он присоединился к «Аш-Шабаб» и публично сжёг свой британский паспорт перед толпой сторонников в мечети.
22 октября 2015 года он присягнул на верность лидеру ИГ Абу Бакру аль-Багдади.
31 августа 2016 года Государственный департамент США присвоил ему статус «глобального террориста особого назначения».